# Чайка, Анатолий Климентьевич
Анато́лий Климе́нтьевич Ча́йка (8 мая 1942 — 15 ноября 2015) — советский и российский учёный, академик РАСХН и РАН.

## Биография
Родился в селе Хороль Хорольского района Приморского края. В 1964 году окончил Приморский сельскохозяйственный институт и стал заведующим Губеровским опытным опорным пунктом. С 1969 года стал директором опытно-производственного хозяйства «Степное», в 1972 году возглавил Приморскую государственную сельскохозяйственную опытную станцию. С 1976 года стал директором Приморского НИИ сельского хозяйства, параллельно с 1988 года занимал должность генерального директора НПО «Уссури».
С 1974 года — кандидат сельскохозяйственных наук, с 1991 года — доктор сельскохозяйственных наук; в 1994 году получил учёное звание профессора.
19 февраля 1997 года избран действительным членом Российской академии сельскохозяйственных наук (РАСХН). После слияния в 2013 году РАСХН и РАМН с РАН стал (с 30 сентября 2013 года) академиком Российской академии наук по отделению сельскохозяйственных наук (секция растениеводства, защиты и биотехнологии растений). Был членом Бюро этого отделения.
После избрания академиком РАСХН был назначен председателем Дальневосточного научно-методического центра РАСХН. С 2013 года — член Президиума Дальневосточного отделения РАН, председатель Объединённого совета по сельскохозяйственным наукам ДВО РАН.
Внёс большой личный вклад в развитие инфраструктуры, благоустройство и озеленение посёлка Тимирязевский (Приморский край, Уссурийский городской округ), в котором расположен Приморский НИИ сельского хозяйства. Под его руководством был осуществлён генеральный план застройки посёлка, за что в 1983 году А. К. Чайка был удостоен бронзовой медали ВДНХ СССР. На проходившем 14 октября 2015 года торжественном мероприятии, посвящённом 105-й годовщине со дня образования посёлка Анатолий Климентьевич вместе с супругой оказались в числе пар, которых чествовали как отметивших золотую свадьбу.

## Научные достижения
Под руководством А. К. Чайки была разработана комплексная программа развития агропромышленного комплекса Приморского края и выполнены большие работы по селекции уникальных сортов сельскохозяйственных культур, адаптированных к условиям Дальнего Востока России. Является соавтором пяти районированных сортов сельскохозяйственных культур. Создал научную школу по основным направлениям селекции и семеноводства на основе применения биотехнологических разработок и совершенствования интенсивных технологий, производству высокобелковых кормов, экономике и организации агропромышленного производства.
А. К. Чайкой опубликовано более 180 научных трудов; им получено 7 авторских свидетельств и патентов на изобретения.

## Награды, премии, почётные звания
- Медаль «За доблестный труд. В ознаменование 100-летия со дня рождения В. И. Ленина» (1970)
- Орден «Знак Почёта» (1976)
- Орден Трудового Красного Знамени (1986)
- Почётное звание «Заслуженный деятель науки Российской Федерации» (2000) — за заслуги в научной деятельности[5]

## Память
- Научный центр агробиотехнологий Дальнего Востока имени А. К. Чайки.

## Избранные труды
- Чайка А. К. и др. Зональная технология возделывания и заготовок основных кормовых культур в Приморском крае. — Владивосток, 1984.
- Чайка А. К. и др. Интенсификация кормопроизводства, повышение качества кормов и рациональное их использование в животноводстве Дальнего Востока: рекомендации. — Новосибирск, 1985.
- Чайка А. К. Приусадебное хозяйство Приморья. — Владивосток: Дальневосточное кн. изд-во, 1989.
- Чайка А. К. Основы интенсификации кормопроизводства в Приморском крае. — Владивосток: Дальневосточное кн. изд-во, 1990.